# Ulica Młynarska w Warszawie
Ulica Młynarska – ulica w warszawskiej dzielnicy Wola.

## Historia
Dawna droga narolna wsi Wielka Wola, w połowie XVIII odcinek drogi biegnącej z Rakowca do Powązek.
W okolicy Młynarskiej znajdowało się kilkanaście młynów-wiatraków, od których pochodzi nazwa ulicy, pojawiająca się po raz pierwszy w dokumentach z 1784 roku. 
W 1908 przy ulicy uruchomiono zajezdnię tramwajową „Wola”.
2 grudnia 1928 roku oddano do użytku linię tramwajową przebiegającą wzdłuż ulicy pomiędzy skrzyżowaniami z ulicami Wolską i Górczewską. 6 listopada 1929 roku, z związku z wybudowaniem nowego torowiska wzdłuż ulicy Leszno na odcinku między ulicami Żelazną i Młynarską, torowisko na ulicy Młynarskiej przestało obsługiwać rozkładowy ruch tramwajowy. Ruch tramwajowy powrócił na ulicę 14 grudnia 1931 roku, gdy oddano do użytku nową linię tramwajową pomiędzy skrzyżowaniami z ulicami Górczewską i Obozową, której dalszy ciąg przebiegał wzdłuż ulicy Obozowej do krańca przy skrzyżowaniu z ulicą Wawrzyszewską.
Zabudowa ulicy ucierpiała w czasie obrony Warszawy we wrześniu 1939.
Ulica była terenem ciężkich walk w pierwszych dniach powstania warszawskiego. 11 sierpnia 1944 roku w całości znalazła się w rękach Niemców.
Po II wojnie światowej ulica została poszerzona. 15 kwietnia 1946 roku przywrócono ruch tramwajowy na odcinku pomiędzy skrzyżowaniami z ulicami Górczewską i Obozową po przebudowie torowiska do rozstawu szyn 1435 mm. Na odcinku pomiędzy ulicami Wolską i Górczewską ruch tramwajowy przywrócono 3 czerwca 1947 roku, wraz z otwarciem nowej pętli ulicznej na ulicy Staszica.
W 1987 w okolicach ulicy Młynarskiej miała miejsce katastrofa tramwajowa, w której zginęło 7 osób.
Na północnym odcinku ulicy, między ul. Kajetana Sołtyka a ul. Obozową, zachowała się historyczna nawierzchnia brukowana polnymi kamieniami, wpisana do gminnej ewidencji zabytków (ID WOL34637).

## Ważniejsze obiekty
- Zajezdnia tramwajowa Wola
- Kamienica Tomasza Lisowskiego
- Dawny budynek PDT Wola
- Cmentarz ewangelicko-reformowany
- Biuro Bezpieczeństwa i Zarządzania Kryzysowego Urzędu Miasta Stołecznego Warszawy wraz z centrum powiadamiania ratunkowego (nr 43/45)[13]
- Biuro Rzecznika Praw Pacjenta
- Cmentarz ewangelicko-augsburski
- Muzułmański Cmentarz Kaukaski
- Pomnik granic getta (na murze cmentarza żydowskiego)
- Pomnik Electio Viritim